# Chiesa della Commenda
La chiesa della Commenda si trova nel Borgo Durbecco a Faenza. Fa parte della parrocchia di Sant'Antonino ed è dedicata a Santa Maria Maddalena.

## Storia
Le prime documentazioni certe della chiesa risalgono al 1137 e attestano la sua funzione come ospizio per i pellegrini che andavano in Terra santa.

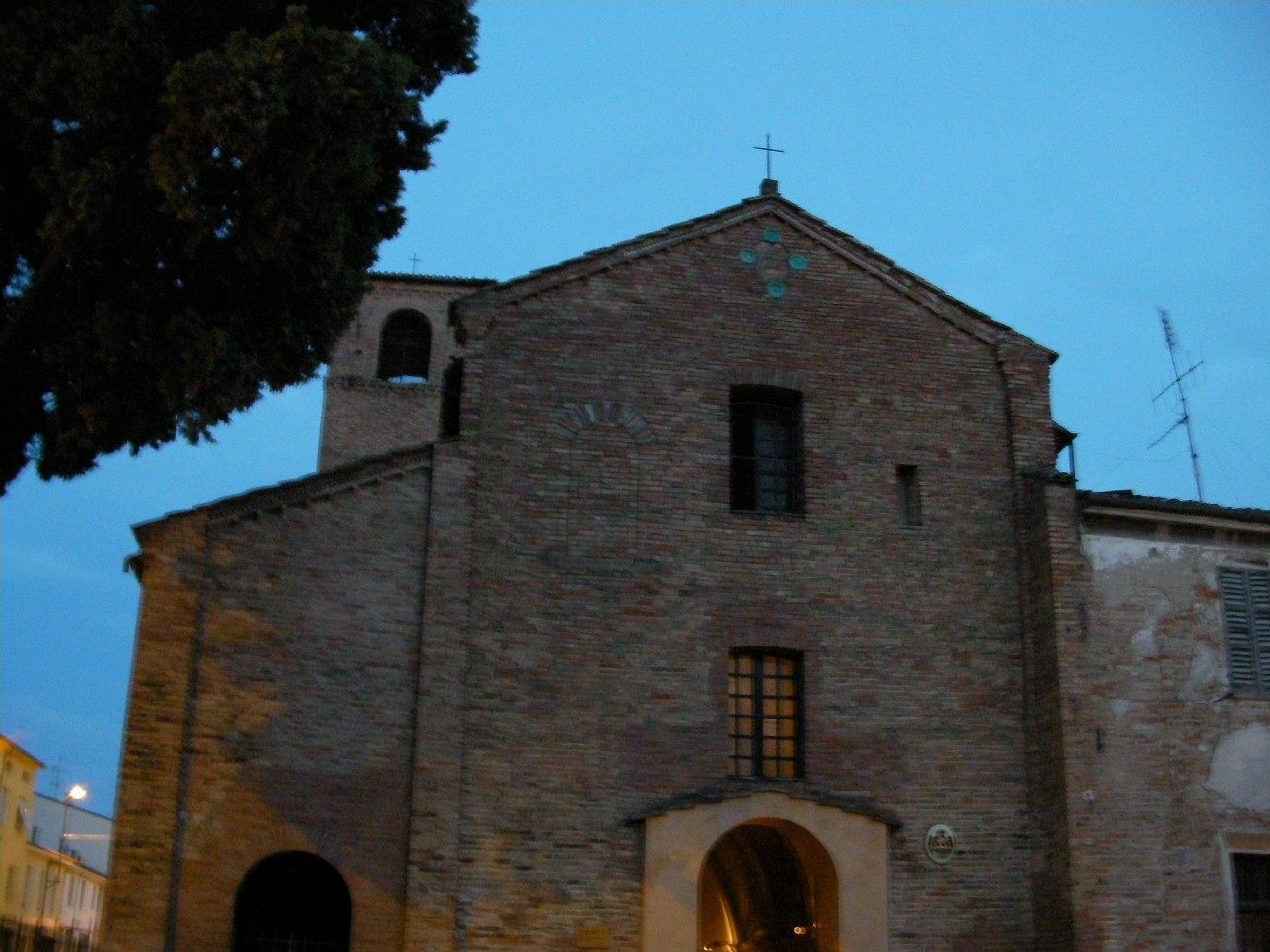
L'esterno

Un altro documento invece del 1301 associa la chiesa-ospizio ai Cavalieri di San Giovanni di Gerusalemme. Non a caso la chiesa è anche detta volgarmente "magione", dal francese maison, denominazione tipica delle case dei cavalieri.
Nel 1500 la chiesa prese il nome di Commenda poiché divenuta sede amministrativa di beni dei Giovanniti. Nel 1501 divenne commendatario Fra Paolo Casali, faentino di origini. Intorno al 1514 il cardinale Giulio de' Medici (futuro Papa Clemente VII), al quale era stata assegnata la Commenda di Faenza, vi rinunciò a favore dell'amico e confratello Fra   Sabba da Castiglione.
Nel 1540 la chiesa divenne parrocchia, mentre nel 1585 venne nominato commendatario Giulio Bravi, che promosse i restauri del chiostro.

## Struttura

### Esterno
L'edificio presenta nel suo complesso una serie di sovrapposizioni architettoniche non perfettamente armonizzate fra loro a causa del lungo arco di tempo (3-400 anni) in cui vennero realizzate.
La chiesa come appare oggi va datata intorno al 1100, anche se resti absidali ancora visibili fanno supporre la precedente esistenza di un piccolo oratorio.
La chiesa romanica presenta l'abside, un campanile tozzo a pianta quadrata ed un loggiato con archi ogivali dal lato della strada. Il loggiato venne edificato probabilmente per reggere la spinta della volta ed evitare cedimenti strutturali in precedenza già avvenuti. La facciata è decorata da scodelle invetriate al culmine del timpano.

### Interno
L'interno è a navata unica con la volta abbassata poiché costruita dopo il crollo del 1300 causato, molto probabilmente, da un terremoto.
Sulla parete sinistra, vicino all'ingresso, c'è un affresco databile tra il 1410 e il 1420, mentre sulla parete destra, in prossimità dell'altare, è visibile un affresco di scuola romagnola del 1403.
L'abside è decorata da un grande affresco di Girolamo da Treviso eseguito nel 1533. Vi è raffigurata la Madonna in trono con in braccio il Bambino, fra Santa Maria Maddalena e Santa Caterina d'Alessandria; a fianco della Maddalena trovano posto San Giovanni Battista e Fra Sabba da Castiglione (che aveva commissionato l'affresco) inginocchiato. In alto, sul catino dell'abside, compare la figura del Padre Eterno fra un nugolo di angeli. Ai lati dell'affresco, in chiaroscuro, le figure dell'arcangelo Michele e di San Girolamo.
Sulla parete sinistra è situato il sepolcro di Fra Sabba, consistente in una lastra di arenaria colorata con l'epigrafe in latino da lui dettata.